# Saison 2022-2023 du Pau FC
Maillots
Dernière mise à jour : 05-06-2023.
Chronologie
Saison précédente Saison suivante
La saison 2022-2023 du Pau FC est la 64e saison de l'histoire du club, et la troisième saison consécutive de l'équipe première en championnat de France de football de Ligue 2. Après avoir terminé à la 10e place de Ligue 2 2021-2022, le Pau FC entre en lice en Championnat de France de football de deuxième division 2022-2023 et en Coupe de France.
L'équipe est entraînée pour la troisième année consécutive par Didier Tholot. Le club valide son maintien en Ligue 2 grâce une victoire lors de la dernière journée face au SM Caen. Les Maynats terminent à la 13e place du championnat, grâce à deux victoires lors des dernières journées à Rodez et au Nouste Camp face à Caen.

## Tableau des transferts

### Mercato d'été
L'inter-saison marque un changement de cap dans la politique sportive du club. Joël Lopez confirme en effet que le club ne privilégiera plus les prêts de joueurs, afin prendre directement des joueurs sous contrat. Il n'est pas exclu que ces nouveaux joueurs puissent quitter le club en cas d'offres satisfaisante, à l'image de Samuel Essende que le club souhaitait initialement conserver pour la saison.
Le vice-président du club confirme ainsi que le club devrait accueillir un total de 8 nouveaux joueurs durant ce mercato.
Le club réalise une vente record de 0,5M€ avec la cession de Samuel Essende à Caen, et voit des joueurs cadres depuis l'accession en L2 quitter le navire: Quentin Daubin, Victor Lobry ou encore Romain Armand. Le recrutement est astucieux, avec l'arrivée libre d'Henri Saivet, le retour de Mayron George, et la signature d'un talent prometteur de National 2021-2022: Mons Bassouamina. 
Le club tente quelques paris avec l'arrivée du meilleur joueur de CanPL et international canadien U23 Diyaeddine Abzi, et surtout celle de la star de l'Équipe du Viêt Nam, Nguyễn Quang Hải, dont l'arrivée fait exploser la popularité du club sur les réseaux sociaux. Le compte Facebook du club connait une augmentation de son nombre d'abonnés de 1 200 % en quelques jours,.
Fidéle à sa politique de recrutement depuis son arrivée dans le monde pro, le club relance des joueurs en difficulté dans leurs clubs, tels que Charles Boli, qui bénéficie de l'appui de René Girard auprès du président Laporte-Fray, ou encore Mohamed Yattara, Pape Ibnou Ba et Jean Ruiz.
mise à jour: 7 juin 2023
| Type    | Poste             | Nom                     | Âge | Nat.                                            | Transfert                | Durée         | Indemnité | Date            | Provenance/Destination                   |
| ------- | ----------------- | ----------------------- | --- | ----------------------------------------------- | ------------------------ | ------------- | --------- | --------------- | ---------------------------------------- |
| Arrivée | Défenseur         | Jean Ruiz               | 24  | Drapeau de la France                            | Joueur libre             | 2 ans (2024)  | 0 €       | Mercato d'été   | FC Sion (Super League)                   |
| Arrivée | Attaquant         | Mons Bassouamina        | 24  | Drapeau de la république du Congo               | Joueur libre             | 2 ans (2024)  | 0 €       | Mercato d'été   | FC Bastia-Borgo (National)               |
| Arrivée | Milieu offensif   | Eddy Sylvestre          | 22  | Drapeau de la France                            | Transfert                | 2 ans (2024)  | 0 €       | Mercato d'été   | Standard de Liège (Jupiler League)       |
| Arrivée | Milieu offensif   | Henri Saivet            | 31  | Drapeau du Sénégal                              | Joueur libre             | 2 ans (2024)  | 0 €       | Mercato d'été   | Newcastle United (Premier League)        |
| Arrivée | Attaquant         | Walid Jarmouni          | 22  | Drapeau de la France                            | Joueur libre             | 2 ans (2024)  | 0 €       | Mercato d'été   | FC Sochaux (Ligue 2)                     |
| Arrivée | Latéral gauche    | Diyaeddine Abzi         | 23  | Drapeau du Canada                               | Joueur libre             | 2 ans (2024)  | 26 000 €  | Mercato d'été   | York United FC (PLCan)                   |
| Arrivée | Gardien de but    | Quentin Galvez-Diarra   | 20  | Drapeau de la France                            | Joueur libre             | 2 ans (2024)  | 0 €       | Mercato d'été   | FC Sochaux (Ligue 2)                     |
| Arrivée | Attaquant         | Mayron George           | 28  | Drapeau du Costa Rica                           | Joueur libre             | 2 ans (2024)  | 0 €       | Mercato d'été   | FC Lausanne (Super League)               |
| Arrivée | Milieu offensif   | Charles Boli            | 23  | Drapeau de la France                            | Joueur libre             | 2 ans (2024)  | 0 €       | Mercato d'été   | RC Lens (Ligue 1)                        |
| Arrivée | Défenseur         | Noé Sow                 | 23  | Drapeau de la France                            | Joueur libre             | 2 ans (2024)  | 0 €       | Mercato d'été   | Stade brestois 29 (Ligue 1)              |
| Arrivée | Milieu offensif   | Nguyễn Quang Hải        | 25  | Drapeau de la République socialiste du Viêt Nam | Joueur libre             | 2 ans (2024)  | 0 €       | Mercato d'été   | Hanoi FC (V.League 1)                    |
| Arrivée | Milieu défensif   | Sessi d'Almeida         | 26  | Drapeau du Bénin                                | Joueur libre             | 2 ans (2024)  | 0 €       | Mercato d'été   | Valenciennes FC (Ligue 2)                |
| Arrivée | Latéral droit     | Marius Ros              | 20  | Drapeau de la France                            | Joueur libre             | 2 ans (2024)  | 0 €       | Mercato d'été   | Montpellier HSC (Ligue 1)                |
| Arrivée | Attaquant         | Mohamed Yattara         | 28  | Drapeau de la Guinée                            | Joueur libre             | 2 ans (2024)  | 0 €       | Mercato d'été   | Sichuan Jiuniu FC (Ligue Jia)            |
| Arrivée | Attaquant         | Pape Ibnou Ba           | 29  | Drapeau de la Mauritanie                        | Prêt sans option d'achat | 1 ans (2023)  | 0 €       | Mercato d'été   | Le Havre AC (Ligue 2)                    |
| Arrivée | Attaquant         | Sonny Degert (en)       | 20  | Drapeau de la France                            | Transfert                | 2 ans (2024)  | 0 €       | Mercato d'été   | Pouzauges Bocage FC (National 3)         |
| Arrivée | Milieu de terrain | Nicolas Delpech (en)    | 20  | Drapeau de la France                            | Transfert                | 2 ans (2024)  | 0 €       | Mercato d'été   | Tarbes PF (Régional 1)                   |
| Arrivée | Attaquant         | Théo Bouchlarhem (en)   | 21  | Drapeau de la France                            | Joueur libre             | 2 ans (2024)  | 0 €       | Mercato d'été   | FC Lorient rés. (Ligue 1)                |
| Arrivée | Milieu offensif   | Quentin Boisgard        | 25  | Drapeau de la France                            | Prêt sans option d'achat | 6 mois (2023) | 0 €       | Mercato d'hiver | FC Lorient (Ligue 1)                     |
| Arrivée | Attaquant         | Yanis Begraoui          | 20  | Drapeau du Maroc                                | Prêt sans option d'achat | 6 mois (2023) | 0 €       | Mercato d'hiver | Toulouse FC (Ligue 1)                    |
| Arrivée | Attaquant         | Pape Massar Djitte (en) | 19  | Drapeau du Sénégal                              | Joueur libre             | 2 ans (2024)  | 0 €       | Mercato d'hiver | CNEPS Excellence (Ligue 1 Sénégal)       |
| Arrivée | Attaquant         | Loïck Lespinasse        | 21  | Drapeau de la France                            | Joueur libre             | 2 ans (2024)  | 0 €       | Mercato d'hiver | Real Sociedad B (Primera División RFEF)  |
| Départ  | Milieu offensif   | Eddy Sylvestre          | 22  | Drapeau de la France                            | Retour de prêt           | 1 an (2023)   | 0 €       | Mercato d'été   | Standard de Liège (Jupiler League)       |
| Départ  | Attaquant         | Romain Armand           | 35  | Drapeau de la France                            | Fin de contrat           |               | 0 €       | Mercato d'été   | FC Versailles (National)                 |
| Départ  | Gardien de but    | Stefan Bajic            | 20  | Drapeau de la France                            | Fin de contrat           |               | 0 €       | Mercato d'été   | Bristol City FC (Championship)           |
| Départ  | Attaquant         | Samuel Essende          | 24  | Drapeau de la France                            | Fin de contrat           |               | 0.5 M €   | Mercato d'été   | SM Caen (Ligue 2)                        |
| Départ  | Latéral gauche    | Kenji-Van Boto          | 26  | Drapeau de la France                            | Retour de prêt           | 1 an (2023)   | 0 €       | Mercato d'été   | AJ Auxerre (Ligue 1)                     |
| Départ  | Défenseur         | Mahamadou Dembélé       | 23  | Drapeau de la France                            | Retour de prêt           | 1 an (2023)   | 0 €       | Mercato d'été   | ESTAC Troyes (Ligue 1)                   |
| Départ  | Attaquant         | Farid El Melali         | 25  | Drapeau de l'Algérie                            | Retour de prêt           | 1 an (2023)   | 0 €       | Mercato d'été   | Angers SCO (Ligue 1)                     |
| Départ  | Attaquant         | Zakaria Naïdji          | 25  | Drapeau de l'Algérie                            | Retour de prêt           | 1 an (2023)   | 0 €       | Mercato d'été   | Paradou Athletic Club (Ligue 1 Mobilis)  |
| Départ  | Milieu de terrain | Denis-Will Poha         | 25  | Drapeau de la France                            | Retour de prêt           | 1 an (2023)   | 0 €       | Mercato d'été   | FC Sion (Super League)                   |
| Départ  | Milieu défensif   | Quentin Daubin          | 26  | Drapeau de la France                            | Fin de contrat           |               |           | Mercato d'été   | SM Caen (Ligue 2)                        |
| Départ  | Milieu de terrain | Victor Lobry            | 26  | Drapeau de la France                            | Fin de contrat           |               |           | Mercato d'été   | AS Saint-Étienne (Ligue 2)               |
| Départ  | Attaquant         | Ebenezer Assifuah       | 28  | Drapeau du Ghana                                | Fin de contrat           |               |           | Mercato d'été   | Kedah Darul (TM Super League Malaysia)   |
| Départ  | Milieu offensif   | Djibril Dianessy        | 26  | Drapeau de la France                            | Fin de contrat           |               |           | Mercato d'été   | JK Nõmme Kalju (Meistriliiga)            |
| Départ  | Milieu offensif   | David Gomis             | 30  | Drapeau de la Guinée-Bissau                     | Fin de contrat           |               |           | Mercato d'hiver | Sabail FK (Première Ligue d'Azerbaïdjan) |
| Départ  | Attaquant         | Walid Jarmouni          | 22  | Drapeau de la France                            | Prêt                     | 6 mois        |           | Mercato d'hiver | Paris 13 Atletico (National)             |
| Départ  | Gardien de but    | Alexandre Olliero       | 26  | Drapeau de la France                            | Transfert                | 4 ans (2027)  | 0.3 M €   | Mercato d'hiver | Stade de Reims (Ligue 1)                 |
| Type    | Poste             | Nom                     | Âge | Nat.                                            | Transfert                | Durée         | Indemnité | Date            | Provenance/Destination                   |

Âge = âge au moment du transfert; Nat. = nationalité; Date = date ou période du transfert ( = mercato d'été;  = mercato d'hiver)
ArrivéeDépart

## Calendrier 2022-2023

### Ligue 2

#### Classement
| Rang | Équipe            | Pts | J  | G  | N  | P  | Bp | Bc | Diff |
| ---- | ----------------- | --- | -- | -- | -- | -- | -- | -- | ---- |
| 11   | US Quevilly-Rouen | 50  | 38 | 12 | 14 | 12 | 47 | 49 | −2   |
| 12   | Amiens SC         | 47  | 38 | 13 | 8  | 17 | 40 | 52 | −12  |
| 13   | Pau FC            | 47  | 38 | 12 | 11 | 15 | 40 | 52 | −12  |
| 14   | Rodez AF          | 46  | 38 | 11 | 13 | 14 | 39 | 44 | −5   |
| 15   | Stade lavallois P | 46  | 38 | 14 | 4  | 20 | 44 | 56 | −12  |

## Joueurs et encadrement technique
| \| \| P. \| Nat. \| Nom \| Date de naissance \| Sélection \| Club en prêt \| \| --- \| -- \| ---- \| -------------- \| ------------------- \| --------- \| ----------------- \| \| 999 \| A \| \| Walid Jarmouni \| 20/05/2000 (24 ans) \| – \| Paris 13 Atletico \| |    |                      |                |                     |           |                   |
| | P. | Nat.                 | Nom            | Date de naissance   | Sélection | Club en prêt      |
| 999 | A  | Drapeau de la France | Walid Jarmouni | 20/05/2000 (24 ans) | –         | Paris 13 Atletico |

|     | P. | Nat.                 | Nom            | Date de naissance   | Sélection | Club en prêt      |
| --- | -- | -------------------- | -------------- | ------------------- | --------- | ----------------- |
| 999 | A  | Drapeau de la France | Walid Jarmouni | 20/05/2000 (24 ans) | –         | Paris 13 Atletico |

## Centre de Formation

### Coupe Gambardella 2022-2023
Les U18 du Pau FC, évoluant au niveau régional, atteignent pour la première fois de l'histoire du club les demi-finales de la coupe Coupe Gambardella 2022-2023. Ils ont éliminé les tenants du titre en 1/4 de finale, l'Olympique Lyonnais aux tirs au but. 
L'aventure setermine néanmoins au tour suivant, en demi-finale face à l'AS Monaco au Nouste Camp sur le score de 0-2.
Le Pau FC a été porté par un public enflammé tout au long de cette aventure.